# Земля Олександри
Земля Олександри (рос. Земля Александры) — острів архіпелагу Земля Франца-Йосифа. Адміністративно входить до складу Приморського району Архангельської області Росії. Знаходився на території державного природного заказника федерального значення «Земля Франца-Йосифа».

## Опис
На північному сході острова знаходиться півострів Полярних Льотчиків. Найвища точка острова — крижаний купол Місячний — 382 метра над рівнем моря. Найвища точка на не покритій льодом суші — 68 метрів.
На острові знаходилися:

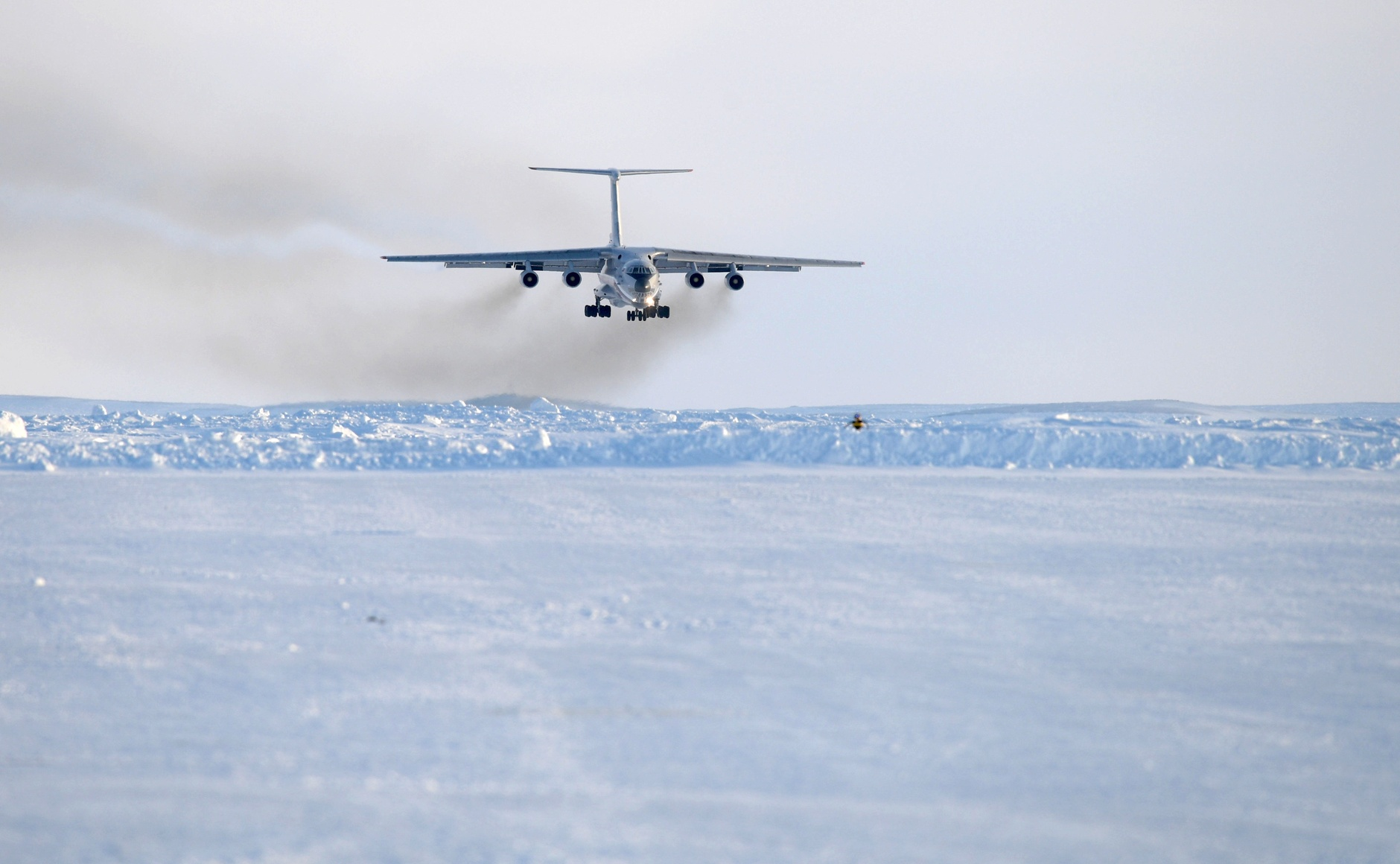
Іл-76 приземляється на Землі Олександри.

- Гідрометеорологічна полярна станція «Нагурська» Держкомгідромету СРСР — на схід від пагорба Примітний, 31 м над рівнем моря (закрита в 1991 році).
- Допоміжний аеродром «Нагурське» Оперативної Групи Арктики (ОГА) Дальньої авіації СРСР (був закритий і використовувався як злітно-посадочний майданчик авіації прикордонної служби ФСБ Росії).

На острові з 1981 року розташована прикордонна застава «Нагурське». З травня 2007 року — база прикордонної служби ФСБ Росії «Нагурське» 80°48′38.45″ пн. ш. 47°39′1.70″ сх. д. / 80.8106806° пн. ш. 47.6504722° сх. д. 80°48′38.45″ пн. ш. 47°39′1.70″ сх. д. / 80.8106806° пн. ш. 47.6504722° сх. д. 80°48′38.45″ пн. ш. 47°39′1.70″ сх. д. / 80.8106806° пн. ш. 47.6504722° сх. д.
У 2007 році на острові було розпочато будівництво військової бази Арктичний трилисник. 
У 2008 році інфраструктура полярної станції була оновлена, в складі нового містечка для прикордонників були побудовані адміністративно-житловий корпус площею 5000 м², гараж, енергоблок, склад ПММ, споруди водопостачання і каналізації.
З 2014 року на території бази дислокується підрозділ протиповітряної оборони Північного флоту Росії. Будівництво завершено в 2016 році.
Аеродром «Нагурське» увійшов до числа 13 аеродромів, які мають бути відновлені для використання в зв'язку зі створенням 1 грудня 2014 року Об'єднаного стратегічного командування «Північ».

## Історія

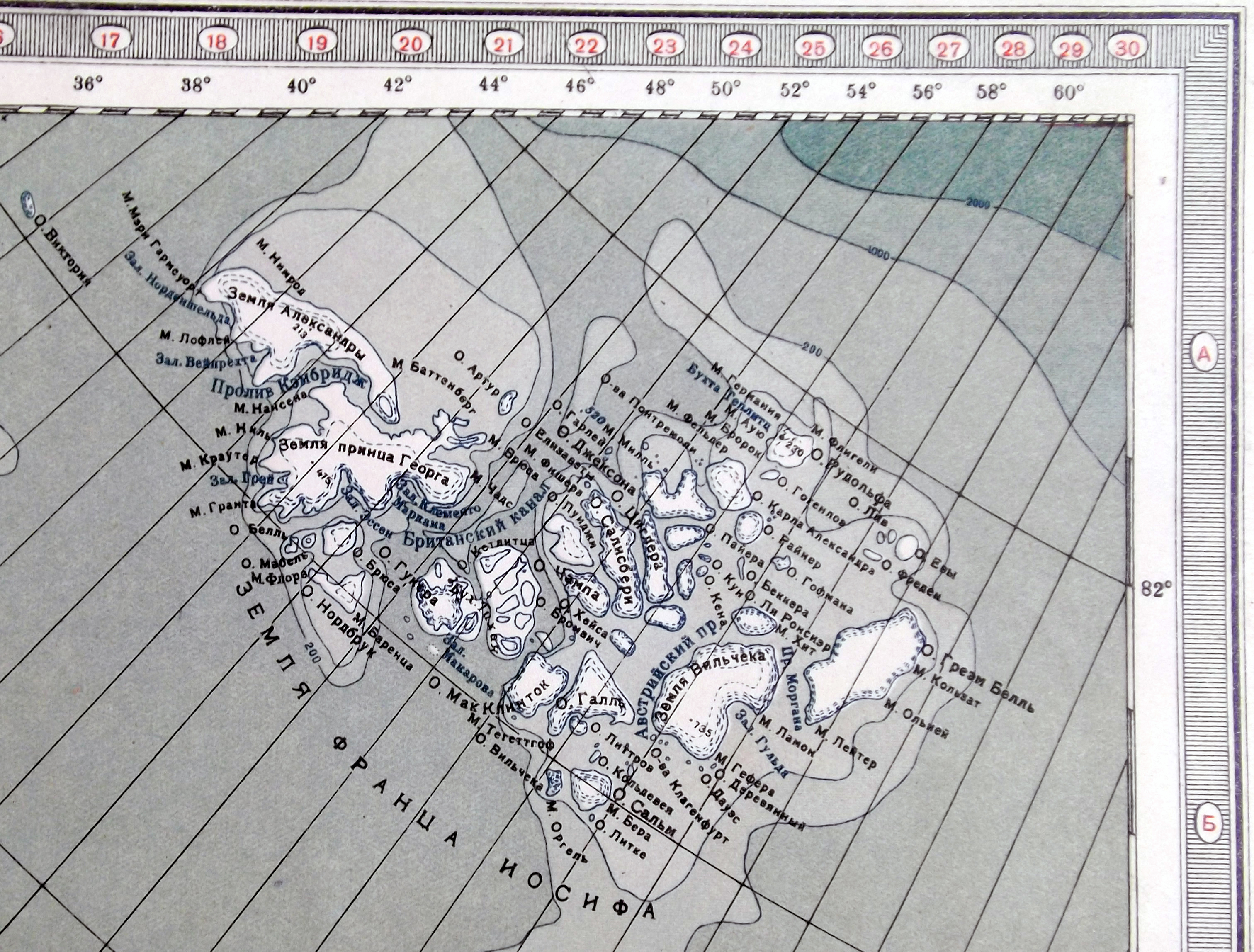
Земля Олександри на фрагменті оглядової карти. Атлас командира РСЧА 1938 рік.

Острів був відкритий експедицією англійця Бенджаміна Лі Сміта і названий на честь королеви Олександри Данської. Гідрометеорологічна станція, аеродром, а в минулому і 31-я окрема радіолокаційна рота були названі в честь льотчика Яна Нагурського.
Під час Німецько-радянської війни в західній частині острова діяла німецька метеостанція, названа «Шукач скарбів», а також база відстою і дозаправки підводних човнів. Метеостанція була відкрита в рамках проекту під кодовою назвою «Вундерланд» («Країна чудес») в 1943 році і пропрацювала до липня 1944 року. Залишки цієї бази виявив в 1947 році полярний льотчик І. П. Мазурук, підшукуючи на острові місце для арктичної авіабази. Радіометеостанціі розміщувалася в капітальних будинках-бліндажах з подвійними стінами, плексигласовими вікнами, із замаскованими під сніг білими дахами.
У 1981 році була введена в лад прикордонна застава «Нагурська» .
У 1980-х роках селище об'єднувало полярну станцію «Нагурська» і кілька військових і наукових містечок (прикордонна застава, комендатура, частина ППО СРСР (в/ч 03184) і ін.). У 1990-ті роки більшість об'єктів було закрито.
Станом на 2016 рік на острові ведеться будівництво цілорічної злітної смуги в інтересах МО РФ, де має бути розміщена ланка винищувачів і два паливозаправники Іл-78. Також ведеться будівництво адміністративно-побутового комплексу Арктичний трилисник замкнутого циклу площею 14 000 м² .

## Куполи і льодовики
Більша частина території покрита двома льодовиковими куполами: Місячним і Кропоткіна. Найбільші льодовики Місячного купола — льодовик Вустер, Норденшельд і Паєра.

## Озера
На вільної від крижаних куполів території безліч озер. З них найбільші Качине і Крижане.

## Найближчі острови
Малі:
- Льдинка
- Нерпа

Великі
- Земля Георга

## Топографічні карти
|                                         | поляр. ст. Нагурское U-38-XXVIII,XXIX,XXX | полуостров Армитидж U-39-XXV,XXVI,XXVII |
| м. Мэри-Хамсуорт U-38-XXXI,XXXII,XXXIII | полуостров Сумгина U-38-XXXIV,XXXV,XXXVI  | Земля Георга U-39-XXXI,XXXII,XXXIII     |